# Cimetière militaire anglais d'Adinkerque
Le cimetière militaire anglais d'Adinkerque est un cimetière militaire situé sur la Kromfortstraat dans le village belge d'Adinkerque.
Le cimetière abrite les tombes de 168 soldats britanniques tombés durant la Première Guerre mondiale. À ce total s'ajoutent les tombes de 55 Britanniques (dont 3 aviateurs), 40 Tchèques et Slovaques et un soldat égyptien tombés durant la Seconde Guerre mondiale.

## Sources

## Compléments